# Amor International 1996
Das Amor International 1996 im Badminton fand vom 29. bis zum 31. März 1996 in Groningen statt.

## Sieger und Platzierte
| Disziplin    | Gold                               | Silber                               | Bronze                           |
| ------------ | ---------------------------------- | ------------------------------------ | -------------------------------- |
| Herreneinzel | Jeroen van Dijk                    | Kenneth Jonassen                     | Colin Haughton                   |
| Herreneinzel | Jeroen van Dijk                    | Kenneth Jonassen                     | Tjitte Weistra                   |
| Dameneinzel  | Alison Humby                       | Tanya Groves                         | Michelle Rasmussen               |
| Dameneinzel  | Alison Humby                       | Tanya Groves                         | Judith Meulendijks               |
| Herrendoppel | Artur Khachaturyan Sergey Melnikov | Allan Borch Janek Roos               | Michael Lamp Henrik Worm         |
| Herrendoppel | Artur Khachaturyan Sergey Melnikov | Allan Borch Janek Roos               | Nathan Robertson Neil Waterman   |
| Damendoppel  | Elena Sukhareva Marina Yakusheva   | Nadezhda Chervyakova Ella Karachkova | Alison Humby Tanya Groves        |
| Damendoppel  | Elena Sukhareva Marina Yakusheva   | Nadezhda Chervyakova Ella Karachkova | Rikke Broen Sarah Jonsson        |
| Mixed        | Allan Borch Rikke Broen            | James Anderson Emma Chaffin          | Hugo Rodrigues Ana Ferreira      |
| Mixed        | Allan Borch Rikke Broen            | James Anderson Emma Chaffin          | Sergey Melnikov Marina Yakusheva |